# Миндувун
 Миндувун (настоящие имя и фамилия — Мин У Вун) (10 февраля 1909, Кунчханкоун, Британская Бирма — 15 августа 2004, Янгон, Мьянма) —бирманский писатель, поэт, переводчик, учёный, филолог, общественный деятель.
Отец Тхин Чжо (р. 1946), мьянманского писателя, учёного и политика, президента Мьянмы (с 2016).

## Биография
В 1936 году окончив Рангунский университет, отправился в Великобританию.
В 1935 году получил степень магистра бирманской литературы. Продолжил учёбу в Оксфордском университете и в 1939 году получил степень бакалавра в области литературы.
С 1939 года работал в Рангунском университете. Знаток языков пали, монского, старобирманского и других.
Член Национальной лиги за демократию. Депутат Палаты представителей Мьянмы с 1990 г.

## Творчество
Дебютировал в 1926 г. Один из основателей литературного движения кхисанг (кисан, «Век экспериментов»), появившегося в британской Бирме и считающегося первым современным литературным движением в истории бирманской литературы, проповедовавшего идею обогащения национальной словесности и языка путём использования художественного опыта иноязычных литератур.
Родоначальник современной поэзии для детей («Маун Кхвей боу кабья», 1939). Автор стихов из бирманской жизни.
Миндувун — один из лучших бирманских лириков.
Большое значение имеет его переводческая деятельность. Участвовал в создании различных словарей. Разрабатывал вопросы истории и теории бирманской поэзии. Многие его произведения переведены на европейские языки.
Автор пали-бирманского и монско-бирманского словарей, а также продолжил создание бирманской версии шрифта Брайля для слепых.

## Избранные произведения
- Поэтические сборники «Миндувун» (1936), «Колыбельные» (1939), «Гвоздичное дерево» (1941);
- Тапьей ньоу, Рангун, 1941;
- Сапей пока, Рангун, 1949 (совм. с Зоджи);
- Тоун пвин схайн кхисан сапей, Рангун, 1961;
- Мьянма са мьянма хму, Рангун, 1966.
- рассказы.
- труды «Бирманский язык, бирманская культура» (1966) и др.